# Španska kraljeva akademija
Španska kraljeva akademija (šp. Real Academia Española , v nadaljevanju RAE), je kulturna institucija s sedežem v Madridu, ki skupaj s 23 jezikovnimi akademijam v ostalih špansko govorečih državah tvori Združenje akademij španskega jezika (šp. Asociación de Academias de la lengua española, v nadaljevanju ASALE).
Ustanovljena je bila leta 1713, pod pobudo Juana Manuela Fernándeza Pacheca, 7.grofa Villene in vojvode Escalone. Inspiracijo zanjo je dobil v modelu francoske akademije, leto kasneje, 1714, pa je kralj Filip V odobril njeno ustanovitev in jo vzel pod svoje okrilje.
Ukvarja se z jezikovno ureditvijo na različnih območjih tako imenovanega »špansko govorečega sveta«. Poleg tega skuša s pomočjo svojih aktivnosti, del in izdaj ohranjati pravilno rabo jezika, ki ni samo uradni jezik prej omenjenega sveta ampak je v nenehni evoluciji in širjenju.

## Zgodovina

### Ustanovitev
Španija leta 1711 za razliko od Francije, Italije in Portugalske ni imela enotnega slovarja. Tako je leta 1713 pobudo za začetno fazo ustanovitve bodoče Akademije prevzelo 8 renovatorjev, ki so se zbirali v hiši Pacheca. Kot vodilni model jim je bila francoska akademija, ustanovljena leta 1635 pod vodstvom kardinala Richelieua.
Leta 1714 je špansko akademijo uradno potrdil kralj Filip V..
Cilj je bil utrditi jezik, ki se je v 16.stoletju vse bolj vzpenjal v državi. S tem namenom so že takoj od ustanovitve želeli razviti slovar španskega jezika, imenovanega tudi kastiljščina. Načrt se je uresničil z izdajo Slovarja »de autoridades«  med letoma 1726 in 1739.

### Geslo
Vizija dobe je bila, da španski jezik uvidi trenutek popolnosti. RAE je zato hotela stabilizirati glagolske načine in besede kastiljskega jezika v največji natančnosti, eleganci in čistoči. Kot rezultat tega, se je rodila institucija kot center učinkovitega dela, ki je služil, kot pravijo ustanovitelji, »v čast narodu«.
Namen skupne koristnosti  je postal vodilno geslo identitete Španske akademije, kar jo je hkrati ločilo od ostalih, ki so jih dojemali kot čista literarna zbiranja priložnostne narave.

### Nacionalne akademije
Po osamosvojitvi latinoameriških držav je RAE pospešila ustanovitev akademij v vsaki izmed novonastalih držav. Idejo je motiviralo gibanje imenovano panhispanismo oziroma hispanoamericanismo, po načelu katerega naj bi si prebivalci vseh narodnosti, ki so bili del španskega imperija v Latinski Ameriki, delili enoten jezik (španščino) in dediščino ene literature. 
Kljub temu, so že pred osamosvojitvijo RAE, tako v Mehiki  kot tudi v Argentini obstajale nacionalne akademije, ki pa niso imele statusne povezanosti s Špansko kraljevo akademijo vse dokler se niso vključile v ASALE. Akademije, ki so de od leta 1870 naprej ustanovile v ostalih špansko govorečih državah, so statusno podrejene RAE.
Vseh 22 akademij ima enak položaj in pogoje kot RAE ter skupaj z le-to tvorijo Združenje akademij španskega jezika (Asociación de la Lengua Española), krajše ASALE , ki je bilo ustanovljeno leta 1951 v okviru 1. kongresa akademij v Mehiki.

### Pomembni akademiki
- Juan Manuel Fernández Pacheco (1713-1725); ustanovitelj in prvi direktor

- Duque de Rivas (1874-1865); avtor drame ''Don Álvaro o la fuerza del sino, ki predstavlja vrh španske romantike
- Juan Valera (1862-1905)
- Pedro Antonio de Alarcón (1877-1891)
- José Zorilla (1885-1893); avtor religiozno-fantastične drame Don Juan Tenorio, ki govori značilnem španskem mitu Don Juana
- Benito Pérez Galdós (1897-1920); osrednja figura literature španskega realizma
- Ramón Menéndez Pidal (1902-1968)
- Pío Baroja (1935-1956); avtor romana Camino de perfección (pasión mística), prevedenega tudi v slovenščino: Pot k popolnosti:(mistična strast) (COBISS-ID: 56595456)
- Manuel Machado (1936-1947)
- Dámaso Alonso (1948-1990)
- Gerardo Diego (1948-1987)
- Camilo José Cela (1957-2002); avtor romana La colmena s slovenskim prevodom: Panj (COBISS-ID 42456064) ter La familia de Pascual Duarte, prevedenega kot Družina Pascuala Duarteja (COBISS-ID 1570817)
- Carmen Conde (1979-1996); prva ženska akademikinja
- Francisco Alaya (1984-2009)
- Ana María Matute (1998-2014)

### Prisotnost žensk v RAE
Prva ženska, ki je bila sprejeta v RAE kot honorarna akademkinja, je bila María Isidra de Guzmán leta 1784, domnevajo da zaradi pritiska dvora. Kljub temu je RAE skozi svojo zgodovino zavračala potencialne ženske osebnosti iz enega razloga: ker so ženskega spola.
Leta 1853 je Gertrudis Gómez de Avellaneda prosila za vključitev, kar je povzročilo odmevno debato na koncu katere se je določilo, da se žensk ne bo sprejemalo v Akademijo kot akademikinj de número.
Tudi prošnja Emilie Pardo Bazán je bila leta 1912 zavrnjena, četudi so jo podpirale razne institucije.
Leta 1978, skoraj 300 let po ustanovitvi Akademije, je bila Carmen Conde prva ženska, ki je opravljala funkcijo akademikinje de número. Po njenem prihodu, so v svet RAE vstopile tudi druge ženske s priznanim ugledom v svetu jezikoslovja: 
- Ana María Matute (1998),
- María del Carmen Iglesias Canos (2002),
- Margarita Salas (2003),
- Soledad Puértolas (2010),
- Inés Fernández-Ordóñez (2011),
- Carmen Riera (2013),
- Avora Egido (2014),
- Clara Janés (2016) in Paz Battaner (2017).

## Organizacija

### Statuti
Misija in dejavnost Akademiji so predstavljene v 5 statutih, ki urejajo delovanje institucije že od leta 1713. 

### Vladni odbor
Je najvišji organ Akademije, ki se mora po pravilih sestati vsaj enkrat mesečno. 
Nadzoruje zadeve, ki vključujejo dobro notranje delovanje Akademije ter njeno povezovanje z ostalimi akademijami in drugimi državnimi organi. Sestavlja ga direktor, poleg tega pa še namestnik direktorja, tajnik, cenzor, knjižničar, blagajnik, podsekretar in dva dodatna člana. Položaji se izvolijo vsaka 4 leta z možnostjo enkratnega podaljšanja. Predsednik se lahko izjemoma poteguje za tretji mandat.

### Plenarno zasedanje in komisije
Plenarna zasedanja  razpravljajo o jezikoslovnih in literarnih nalogah omenjenih v statutih, ter predlagajo izboljšave na področju akademske vlade in administracije. Zasedajo jih vsi akademiki »de número«, enourna srečanja pa se odvijajo vsak četrtek popoldan. 
Naloga komisij je razviti predloge, ki jih bo kasneje plenarno zasedanje pregledalo in določilo njihovo veljavnost. 

## Akademiki
Trenutno Akademijo sestavlja 46 akademikov »de número«, njihov mandat pa je začasen.  
Zaslužni akademiki so ljudje, ki so jim bile priznane raziskave, študije in/ali publikacije na področju raznih zadev povezanih s španskim jezikom in/ali literaturo.
- Španski zaslužni akademiki ne smejo preseči 60 članov, pri izbiri le-teh pa se poskuša vključiti predstavnike vseh španskih avtonomnih skupnosti.
- Latinskoameriški zaslužni akademiki so vsi akademiki de número latinskoameriških akademij, ter filipinske in akademije Ekvatorialne gvineje.
- Tuji zaslužni akademiki so lahko tujci, čigar delo izstopa na področju španskega jezika ali literature.

Honorarni akademiki  lahko postanejo tako Španci kot tujci, čigar delo s področja španskega jezika doseže javno prepoznanje.

## Akademska dela

### Slovarji
Prvotno nalogo, ki si jo je korporacija zastavila, je bila izdelava slovarja kastiljskega jezika. Leta 1726 so v šestih knjigah izdali Slovar »de autoridades«, ki je skušal vzpostaviti en lingvistični in standardizirani model jezika, vključujoč najbolj pogoste besede. 
Je delo iz katerega so se kasneje izpeljali tudi ostali slovarji, ki skušajo zadovoljiti potrebe najrazličnejšim uporabnikom.
SLOVAR ŠPANSKEGA JEZIKA (DLE: Diccionario de la Lengua Española); (1.izdaja: 1780, 23-izdaja 2014) 
je leksikografsko delo »par excellence«. 
Kot prva različica Slovarja španskega jezika se šteje nova izdaja v eni knjigi Slovarja »de autoridades« iz leta 1780. 
Do sedaj obstaja 23 izdaj, najnovejša pa je iz leta 2014.
Slovar ima 2376 strani, 93.111 gesel in je izdan v eni knjigi, kljub temu pa obstaja tudi izdaja v dveh knjigah, ki je namenjena Ameriki ter posebna izdaja za zbiratelje. 
Je rezultat sodelovanja vseh akademij, ki hočejo zbrati splošno uporabljeno besedišče Španije in Latinske Amerike in se v glavnem naslavlja na govorce, čigar materni jezik je španščina. 
Od leta 2001 je na voljo tudi brezplačna internetna izdaja.
VSEŠPANSKI SLOVAR DVOMOV  (DPD: Diccionario Panhispánico de Dudas) je bil izdan leta 2005 z namenom razrešitve najpogostejših dvomov, ki jih dandanes sproža raba španščine. Vključuje teme fonografskega (izgovorjava, naglaševanje, postavljanje ločil,…) morfološkega (raba množine, spreganje,…), skladenjskega ter leksiko-semantičnega (tujke, toponimi,…) karakterja. Sestavljen je iz naslednjih delov:
- Splošni slovar v katerem so zbrani članki o splošnih vprašanjih, kot so npr. pravilna raba velike začetnice, postavljanje ločil, ter članki, ki se navezujejo na konkretne besede, ki sprožajo razne dvome.
- 5 dodatnih modelov, ki vključujejo model spreganja, okrajšav, abecednih simbolov, ne-abecednih simbolov ter seznam imen držav, ki so priznane s strani OZN, in njihovih glavnih mest in imeni prebivalcev.
- Glosar lingvističnih terminov, v katerem je preprosto razložena raba pojmov uporabljenih v slovarju.
- Seznam del in časopisnih publikacij uporabljenih kot zgled.

Uporabnikom je na voljo na spletu od leta 2006.
ŠTUDENTOV SLOVAR  (Diccionario de estudiante) se je rodil zaradi prepričanja Akademije, da španščina do tedaj še ni razpolagala s slovarjem, primernim srednjim stopnjam izobrazbe. 
Tako se je rodil slovar z več kot 40.000 značilnimi gesli in frazami Španije in Latinske Amerika, ki je namenjen špansko govorečim učencem in dijakom med 12. in 18. letom starosti.
Vsako definicijo spremlja eden ali več zgledov, ki temeljijo na resnični uporabi in ki ponazarjajo najbolj značilne kombinacije. 
Do sedaj so izšle 3 izdaje; prva leta 2005, druga 2011, zadnja pa leta 2016.
NOVI ZGODOVINSKI SLOVAR ŠPANŠČINE  (NDHE: Nuevo diccionario histórico del español) skuša na organiziran način predstaviti razvoj španskega besedišča. 
Filologom in širši javnosti želi ponuditi relevantne informacije o zgodovini besed, ki bi jim/nam pomagale razložiti in interpretirati zgodovinska besedila. 
Upošteva razvoj pomenov besed in njihove rabe v določenih zgodovinskih obdobjih. 
Slovar je vrsta spletnega slovarja, ki dovoli razvoj besed predstaviti s pomočjo raznih povezav (morfoloških, semantičnih,...), ki obstajajo med njimi. 
SLOVAR AMERIKANIZMOV  (DA: Diccionario de americanismos) skuša zbrati vse besede značilne za Južno Ameriko, hkrati pa veliko pozornost posveča tudi geografskim, socialnim in kulturnim značilnostim.
Vsebuje 70.000 gesel, kompleksnih leksemov, fraz in več kot 120.000 izjem. Namenjen je vsem špansko govorečim ljudem, ki želijo bolje spoznati svoj jezik in obstoječe razlike med jezikom v njihovi državi ter ostalimi državami, kjer je španščina uradni jezik. Je deskriptivni slovar, kar pomeni da opisuje jezik tako, kot se uporablja. Vključuje aktualne besede in izraze, značilne po vseh ameriških območjih – od ZDA, do Čila in Argentina, skrajnega juga kontinenta.
Prva izdaja je izšla leta 2010, od 2013 pa je dostop mogoč tudi prek spleta. Arhivirano 2018-04-23 na Wayback Machine.
SLOVAR PRAVNE ŠPANŠČINE  (DEJ: Diccionario del español jurídico) se je rodil iz zaskrbljenosti Generalnega sodniškega sveta (CGPJ: Consejo General del Poder Judicial) glede varnosti in jasnosti pravnega jezika. V sodelovanju z RAE je nastal slovar, ki temelji na jedrnatih definicijah, obogatenih z namigi uporabe za vsako besedo. Izdan je v eni knjigi s 1669 stranmi in vsebuje približno 30.000 gesel. Je prvi slovar pravnega področja tako v Španiji , kot tudi v Evropi, ki opušča dolge enciklopedične razlage in sprejema kratke definicije in dodatne informacije, ki usmerjajo k pravilni uporabi vsake besede.
Uradno je slovar izšel leta 2016, od 26.januarja 2017 pa je brezplačno dostopen tudi na spletni strani RAE.

## Slovnica
Že od prvega statuta naprej, je bil študij o slovnici in priprava slovničnih norm nepogrešljiva komponenta pri pripravi slovarjev. V slovnici je razložena oblika, v katero se elementi jezika med seboj povezujejo in tako tvorijo besedila, prav tako pa se analizirajo tudi pomeni teh kombinacij.
NOVA SLOVNICA ŠPANSKEGA JEZIKA  (1.izdaja 1771, zadnja izdaja 2009-2011) je prva akademska slovnica od leta 1931. Poseben poudarek daje rabi španščine na različnih jezikoslovnih področjih.
Izdana je bila v 3 knjigah, razdeljena pa je na 3 glavne dele:
- Morfologija, ki analizira strukturo besed, njihovo notranjo obliko ter variacije;
- Skladnja, ki se ukvarja z obliko v katero se povezujejo besede;
- Fonetika in fonologija pa raziskujeta zvoke jezika ter njegovo lingvistično organizacijo.

Poleg glavne izdaje, so izšle še 2 različici: 
- Priročnik (Manual) namenjen profesorjem in študentom španščine ter špansko govorečim ljudem, ki jih podrobneje zanimajo slovnična vprašanja;
- Splošna slovnica za širšo javnost in šolsko področje, ki na poenostavljen način predstavi bistvene pojme.

## Pravopis
Potreba po pravopisu se je pojavila v trenutku, ko so bili uredniki slovarja postavljeni pred dilemo: izbirati med najštevilčnejšimi zapisanimi oblikami ene in iste besede, ki se je pisala v določenem obdobju.
Že leta 1726 so predhodniki Slovarja de autoridades objavili prva ortografska pravila, dodali pa so še pojasnilo o pomembnosti pravopisa za ohranjanje norm in dobrega delovanja določenega jezika. Omeniti je potrebno 2 izdaji Pravopisa: 
- Prva iz leta 1999, ki je bila v glavnem usmerjena v splošno lingvistično politiko in je bila prirejena s strani vseh Akademij;
- Zadnja, iz leta 2010, ki je hkrati najbolj enovit pravopis akademij.